# Bacio a cronometro
Bacio a cronometro (A Kiss in Time) è un film muto del 1921 diretto da Thomas N. Heffron. La sceneggiatura di Douglas Z. Doty si basa su From Four to Eleven-Three, racconto di Royal Brown pubblicato su McClure's nell'ottobre 1920. Prodotto dalla Realart Pictures, il film aveva come interpreti Wanda Hawley, T. Roy Barnes, Bertram Johns.

## Trama

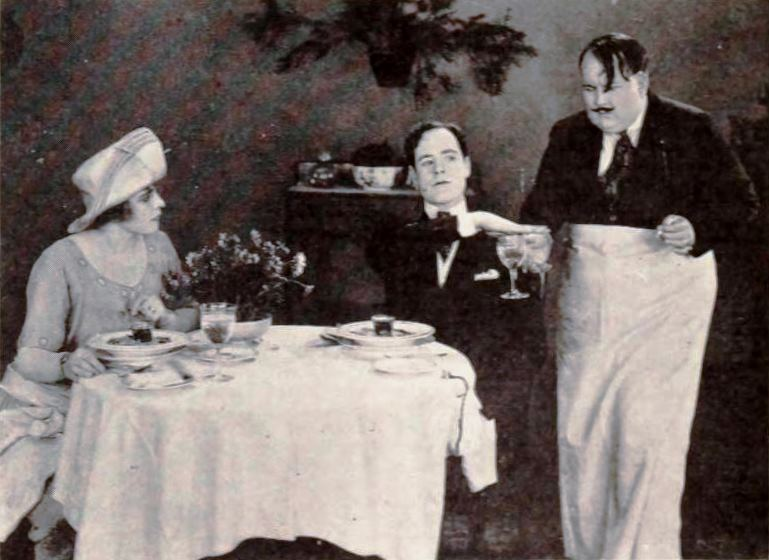
Wanda Hawley, T. Roy Barnes e Walter Hiers

La disegnatrice Sheila Athlone si ritiene una ragazza dalle idee moderne ed evolute e trova le rigide maniere bostoniane del fidanzato Robert ben poco consone al proprio carattere. Ciò nonostante, quando le chiedono di illustrare una storia scritta da Brian Moore, si rifiuta di farlo, trovandola assurda perché una ragazza avrebbe baciato un uomo incontrato solo quattro ore prima. Brian, pronto a dimostrare il proprio punto di vista, con lei si mette a fare il macho e la porta a cavalcare in campagna. Ma Sheila rifiuta le sue avances. Quando però Brian salva un bambino da un'esplosione, spinta dall'ammirazione per il suo coraggio gli permette di baciarla due minuti prima che scada il limite prefissato delle quattro ore.

## Produzione
Il film fu prodotto dalla Realart Pictures Corporation.

## Distribuzione
Il copyright del film, richiesto dalla Realart Pictures, fu registrato il 27 maggio 1921 con il numero LP16589.

Uscì nelle sale statunitensi nel luglio 1921; in Portogallo, il 16 dicembre 1926 con il titolo Um Beijo a Tempo. In Francia, fu distribuito come Vite, embrassez-moi!.
Non si conoscono copie ancora esistenti della pellicola che viene considerata presumibilmente perduta.